# SC Neuenheim
Maillots
Actualités
Dernière mise à jour : 6 septembre 2012.
SC Neuenheim est un club allemand de rugby à XV basé à Neuenheim, un quartier de Heidelberg. Il participe à la 1. Bundesliga.

## Histoire
Le SC Neuenheim est le 2e club le plus ancien d'Heidelberg. Il est dirigé par Claus-Peter Bach, président de la D.R.V. de 2005 à 2011, et également à la tête de la Rugby-Verband de Bade-Wurtemberg depuis 2011.

## Palmarès
- Vainqueur de la Rugby Bundesliga en 1995, 2003 et 2004
- Finaliste en 1990, 2001, 2006 et 2013